# Johan Schaeffer
Johan Schaeffer (22 de octubre de 1941) es un deportista neerlandés que compitió en judo. Ganó una medalla de plata en el Campeonato Europeo de Judo de 1964 en la categoría de +80 kg.

## Palmarés internacional
| Campeonato Europeo | Campeonato Europeo    | Campeonato Europeo | Campeonato Europeo |
| Año                | Lugar                 | Medalla            | Categoría          |
| ------------------ | --------------------- | ------------------ | ------------------ |
| 1964               | Berlín Oriental (RDA) | Medalla de plata   | +80 kg             |